# Burunee
Burunee is een van de bewoonde eilanden van het Thaa-atol behorende tot de Maldiven.

## Demografie
Burunee telt (stand maart 2007) 293 vrouwen en 264 mannen.